# Илич, Момир
Момир Илич (серб. Момир Илић / Momir Ilić; род. 22 декабря 1981, Аранджеловац) — сербский гандболист, левый защитник; тренер.

## Карьера

### Клубная
Воспитанник югославской гандбольной школы, выступал за различные югославские клубы на заре карьеры. С 2004 по 2006 годы выступал за словенский клуб «Горенье» в составе трио Илич-Кавтичник-Зрнич, с 2006 по 2013 годы играл в чемпионате Германии за команды «Гуммерсбах» и «Киль». «Киль» выкупил Илича, не выплатив неустойку «Гуммерсбаху» в размере 500 тысяч евро, и подписал с игроком 4-летний контракт. В составе «Киля» Момир выиграл Лигу чемпионов в 2010 и 2012 годах, а также чемпионский титул в 2010, 2012 и 2013 годах. С сезона 2013/14 по 2019 года Илич выступал за «Веспрем».
После окончания карьеры игрока стал главным тренером молодёжной команды «Веспрем», а летом 2021 года — главным тренером основной команды.

### В сборной
В составе сборной Илич сыграл 114 матчей и забил 361 гол. Участник Олимпийских игр 2012 года, серебряный призёр и самый ценный игрок чемпионата Европы 2012 года.

## Личная жизнь
По образованию электрик. Женат, жену зовут Майя.

## Достижения

### В клубах
- Лучший бомбардир чемпионатов Сербии и Черногории
- Вице-чемпион Словении 2004/2005 и 2005/2006
- Победитель Кубка ЕГФ 2008/2009
- Победитель Лиги чемпионов 2009/2010 и 2011/2012
- Чемпион Германии 2010, 2012 и 2013
- Победитель Суперкубка Германии 2011 и 2012
- Победитель Клубного чемпионата мира 2011

### В сборной
- Вице-чемпион Европы 2012
- MVP чемпионата Европы 2012

## Статистика выступлений в Бундеслиге
| Сезон     | Клуб       | Первенство | Игры | Голы | Голы с пенальти | Голы с игры |
| --------- | ---------- | ---------- | ---- | ---- | --------------- | ----------- |
| 2006/07   | Гуммерсбах | Бундеслига | 32   | 199  | 36              | 163         |
| 2007/08   | Гуммерсбах | Бундеслига | 33   | 198  | 54              | 144         |
| 2008/09   | Гуммерсбах | Бундеслига | 33   | 233  | 61              | 172         |
| 2009/10   | Киль       | Бундеслига | 32   | 180  | 76              | 104         |
| 2010/11   | Киль       | Бундеслига | 33   | 177  | 86              | 91          |
| 2011/12   | Киль       | Бундеслига | 34   | 183  | 93              | 90          |
| 2012/13   | Киль       | Бундеслига | 34   | 103  | 23              | 80          |
| 2006–2013 | Итого      | Бундеслига | 231  | 1273 | 429             | 844         |